# Kondrau
Kondrau (bairisch: Koundara) ist ein Gemeindeteil der Stadt Waldsassen und eine Gemarkung im Landkreis Tirschenreuth.

## Lage
Das Dorf Kondrau liegt zwischen 492 und 517 m ü. NHN. Durch den Ort führt die Bundesstraße 299. Südlich der B 299 befinden sich Häuser, die überwiegend nach dem Zweiten Weltkrieg erbaut wurden, als sich vor allem Sudetendeutsche dort niederließen. Landwirtschaftliche Betriebe sind hauptsächlich in der nördlichen Dorfhälfte zu finden.
Die Gemarkung hat Teilflächen in den Gemeinden Konnersreuth und Waldsassen. Auf ihr liegen die Orte Brandmühle, Dollermühle, Dornhof, Geierhut, Glasmühle, Glaswies, Groppenheim, Grün, Grünmühle, Höflas, Kondrau, Lippertsmühle, Netzstahl, Neubau, Neuhof,  Sauerbrunn, Siegelmühle und Wolfsbühl.

## Geschichte
Kondrau wurde im Jahr 1225 als „Chantraw“ erstmals urkundlich erwähnt. Es heißt, dass sich der Name aus dem slawischen Wort Kondrawa ableitet, das Pferdeweide bedeutet. Dies ist aber nicht belegt. Andere Etymologien gehen von einem keltischen Flussnamen aus.
Bayernweit wurde der kleine Ort durch den Kondrauer Mineral- und Heilbrunnen bekannt, dem 1897 der Titel eines königlich-bayerischen Hoflieferanten verliehen wurde.
Die Kondrauer Quellen sind schon seit dem 13. Jahrhundert bekannt. Damals übernahm das Zisterzienser-Kloster Waldsassen die Quellen aus gräflichem Besitz. Das Kondrauer Mineralwasser wurde erstmals 1668 in Tonkrügen an Kurfürst Ferdinand nach München geliefert. Der Brunnenbetrieb ist heute in Privatbesitz.
Im Zuge der Gebietsreform in Bayern  wurde die Gemeinde Kondrau am 31. Dezember 1971 aufgelöst und in die Gemeinden Konnersreuth und Waldsassen eingegliedert. Die Orte Glasmühle, Glaswies, Groppenheim, Kondrau, Netzstahl, Sauerbrunn und Wolfsbühl kamen zu Waldsassen, die Orte Brandmühle, Dollermühle, Dornhof, Geierhut, Grün, Grünmühle, Höflas, Lippertsmühle, Neubau, Neuhof und Siegelmühle kamen zu Konnersreuth. Im Jahr 1970 lebten 567 Einwohner in Kondrau, 1987 waren es 537.

## Vereine in Kondrau
Kondrau hat eine Freiwillige Feuerwehr (gegründet 1898), die 1962 gegründete Katholische Landjugendbewegung (KLJB, umgangssprachlich Landjugend) und den Sportverein SF Kondrau.

## Baudenkmäler
- Liste der Baudenkmäler in Kondrau